# Luther M. Strong

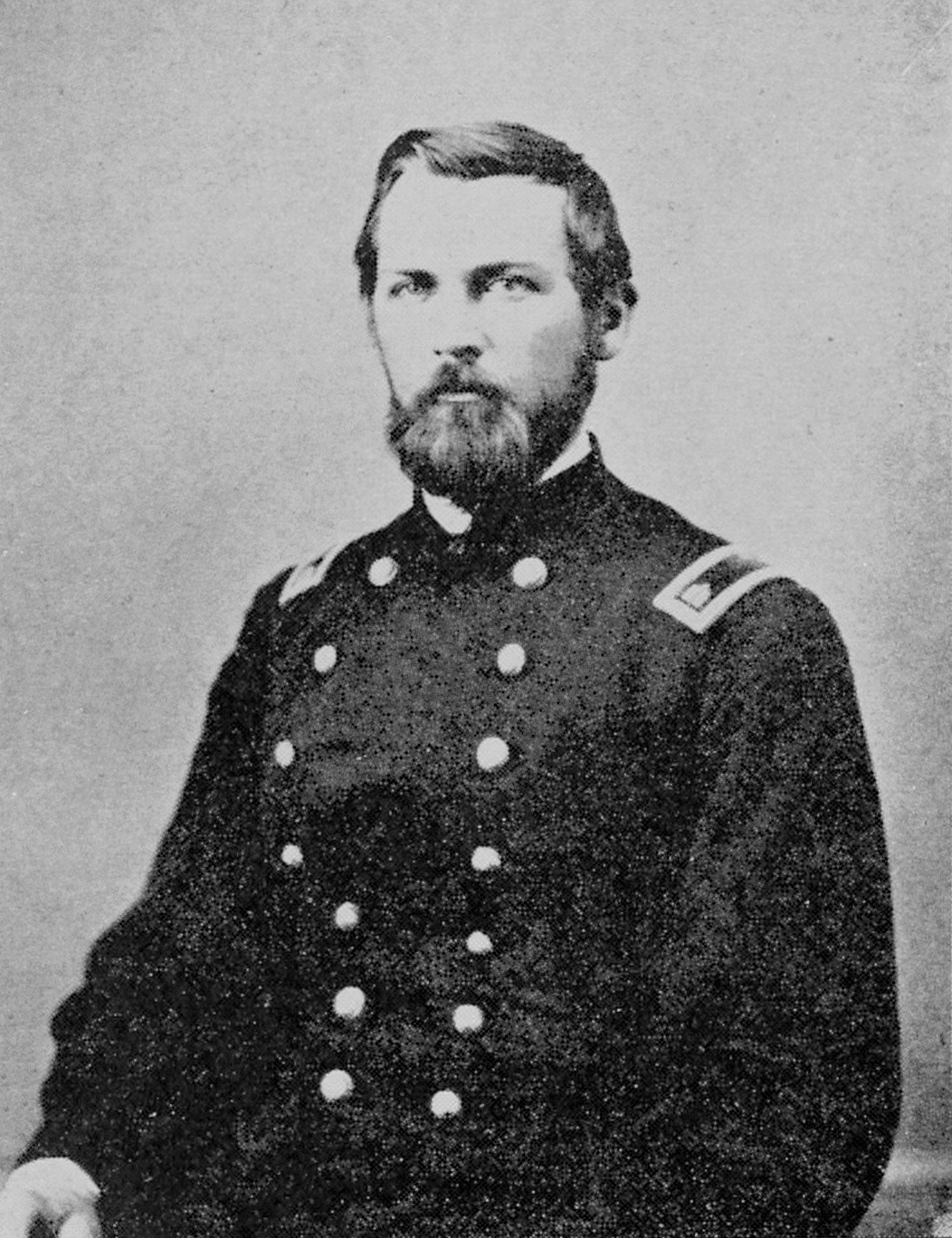
Luther M. Strong

Luther Martin Strong (* 23. Juni 1838 bei Tiffin, Ohio; † 26. April 1903 in Kenton, Ohio) war ein US-amerikanischer Politiker. Zwischen 1893 und 1897 vertrat er den Bundesstaat Ohio im US-Repräsentantenhaus.

## Werdegang
Luther Strong besuchte die öffentlichen Schulen seiner Heimat und danach die Aaron Schuyler’s Academy in der Gemeinde Republic. Während des Bürgerkrieges diente er zwischen 1861 und 1865 in einer Infanterieeinheit aus Ohio, die zum Heer der Union gehörte. Nach einem anschließenden Jurastudium und seiner 1867 erfolgten Zulassung als Rechtsanwalt begann er in Kenton in diesem Beruf zu arbeiten. Gleichzeitig schlug er als Mitglied der Republikanischen Partei eine politische Laufbahn ein. Er wurde Mitglied im Bildungsausschuss der Stadt Kenton und gehörte von 1879 bis 1881 dem Senat von Ohio an. Im Jahr 1883 wurde er Berufungsrichter. In dieser Eigenschaft musste er übergangsweise eine freigewordene Stelle besetzen.
Bei den Kongresswahlen des Jahres 1892 wurde Strong Partei im achten Wahlbezirk von Ohio in das US-Repräsentantenhaus in Washington, D.C. gewählt, wo er am 4. März 1893 die Nachfolge von Darius D. Hare antrat. Nach einer Wiederwahl konnte er bis zum 3. März 1897 zwei Legislaturperioden im Kongress absolvieren. Im Jahr 1896 wurde er von seiner Partei nicht mehr zur Wiederwahl nominiert. Nach seiner Zeit im US-Repräsentantenhaus betätigte sich Luther Strong in der Landwirtschaft. Er starb am 26. April 1903 in Kenton, wo er auch beigesetzt wurde.